# Хасан (станция)
Хасан — станция Владивостокского региона Дальневосточной железной дороги, единственный пограничный переход сети РЖД с КНДР. Названа по одноимённому посёлку.

## История
В целях освоения природных ресурсов южного Приморья и защиты его границ от японских интервентов в 1938 году началось строительство железнодорожной линии от станции Барановский до населенного пункта Краскино протяженностью 190 км. Строительство было закончено в 1941 году. После окончания Великой Отечественной войны линия Барановский-Краскино была продолжена до государственной границы с КНДР и её общая протяженность составила 238 км. Конечным пунктом линии стала станция Хасан (рядом находится озеро Хасан). Станция Хасан была открыта для работы 28 сентября 1951 года. Она недолго оставалась тупиковой: через реку Туманган, по фарватеру которой проходит государственная граница, был построен временный деревянный мост, и уже в 1952 году в Корею прошли первые рабочие поезда. Временный деревянный мост не обеспечивал перевозку возрастающего грузопотока, поэтому в 1959 году совместными усилиями строителей обеих стран был построен мост с металлическими пролетными строениями на каменных устоях, получивший название «Мост Дружбы». Он сдан в эксплуатацию 9 августа 1959 года.
До 2011 года ширококолейный путь пролегал только до станции Туманган, где располагается пункт перестановки колёсных пар.
В 2011 году ширококолейный участок «Хасан — Наджин» был восстановлен, по линии прошёл пробный поезд.

## Описание
Станция состоит из 6 путей, все неэлектрифицированные. Два тупиковых пути могут принимать поезда, следующие из Уссурийска, остальные пути в южной горловине пересекают трансграничный мост через реку Туманная, у южной горловины станции стоит пограничная стела с гербами России и КНДР.

## Деятельность
По параграфу станция может принимать и отправлять контейнеры массой до 20 тонн, а также небольшие грузовые отправления.
На станции производится таможенный контроль пассажиров поезда № 651/652, курсирующего по маршруту Уссурийск — Туманган. В составе этого поезда на участке Уссурийск — Хасан курсируют беспересадочные вагоны Москва — Пхеньян, Пхеньян — Хабаровск северокорейского формирования и Туманган — Москва российского формирования. Проезд в данных вагонах по корейской территории разрешён только гражданам КНДР, работающим в России, и организованным группам туристов, следующих до станции Туманган с последующим переездом в Насон на автобусах. Проезд в вагонах сообщением «Москва — Туманган» российского формирования по территории России доступен всем без каких-либо ограничений. Однако билетов до станции Хасан в свободной продаже нет, так как посёлок является пограничной зоной, и для его посещения требуется специальное разрешение от пограничной службы.

### Станция во внешней политике
Станция являлась первым российским пунктом на пути следования бронепоезда руководителя КНДР Ким Чен Ира во время его официальных визитов в Россию в 2001 и 2011 годах.
B 2023 году Ким Чен Ын делал остановку на станции Хасан, где с ним встречался министр природных ресурсов Александр Александрович Козлов: «Мост через реку Туманная. Встретил, по поручению Президента Владимира Путина, северокорейского лидера. Ким Чен Ын прибыл в Россию с официальным визитом».